# Črni marec v Târgu Mureșu
Črni marec (madžarsko Fekete március) je bil romunsko-madžarska etnična rabuka v Transilvaniji, v Târgu Mureșu 15. marca in 20. marca, leta 1990. V rabuki je umrlo 5 ljudi (3 Madžari in 2 Romuna). Dogodivščine niso jasne v Romuniji: Madžari trdijo, da so romunske šovinistične organizacije pogrome delali, dokler Romuni trdijo, da so Madžari provokirali Romune.
Februarja, 1990 so obhodila sporočila po romunskih vaseh, da Madžari hočejo priključiti Transilvanijo Madžarski. V tem času so zahtevali transilvanski madžarski politiki manjšinske pravice od nove romunske države, ki so jih nekateri romunski politiki, komunisti in nove ogranizacije, kot Vatra Românească nasprotovali. László Tőkés kalvinski duhovnik in Előd Kincses advokat sta preklicala tisto trditev, da Madžari imajo separatistične težnje.
Madžari so praznovali 15. marec (praznik madžarske revolucije 1848) v Târgu Mureşu. 19. marca je prišlo več sto napitih romunskih vaščanov v mesto: vaščani so poškodovali madžarske napise in dom Demokratske Zveze Romunskih Madžarov (RMDSZ), brutalno natepsli madžarskega pisatelja Andrása Sütőja, ter prisilili Kincsesa, da se umakne (Kincses je bil predsednik županije Mureș).
20. marca je več tisoč Madžarov demonstriralo proti agresiji Romunov. Meščani Târgu Mureşa so zahtevali, da nazaj pokličejo Kincsesa. V mesto spet so prišli romunski vaščani z orožji (sekire, palice, železne vile, železni cevi, Molotovov koktajl). Romunska policija je samo nekaj policistov poveljavala na prizorišče. Madžarski voditelji mesta so prosili romunskega predsednika Iona Iliescuja in romunsko vojsko, da obranita madžarsko prebivalstvo, a Iliescu nič ni odgovarjal. Medtem Romuni so prebili policijski kordon in napasli Madžari. Madžari so pobegnili orožja iskati: kmalu so se povrnili s palicami in cevi in odbili napad. V mesto je vkorakala romunska vojska, ampak vojaki samo so opazovali spopade. V celem mestu so bili grozni pretepi. Zvečer, okoli enajste ure se je popravil red v mestu.
Po rabuki so poklicali samo Madžare in Rome na odgovornost in Vatra Românească še vedno organizira premike proti Madžarom v Romuniji.